# Reto von Arx
Reto von Arx, född 13 september 1976 i Biel, är en schweizisk före detta professionell ishockeyspelare.
Reto har spelat 19 säsonger för HC Davos, mellan åren 1995-2000 samt 2001-2015. Med samma klubb har han 6 gånger blivit schweizisk mästare i ishockey, 2002, 2005, 2007, 2009, 2011 och 2015.
Säsongen 2000/2001 spelade han i NHL-klubben Chicago Blackhawks, där han gjorde 4 poäng (3+1) på 19 matcher.